# Ormiscodes plana
Ormiscodes plana är en fjärilsart som beskrevs av Walker 1855. Ormiscodes plana ingår i släktet Ormiscodes och familjen påfågelsspinnare. Inga underarter finns listade i Catalogue of Life.